# Syrphoctonus minimus
Syrphoctonus minimus là một loài tò vò trong họ Ichneumonidae.